# Cosmopterix karsholti
Cosmopterix karsholti là một loài bướm đêm thuộc họ Cosmopterigidae. Loài này có ở Peru.
Cá thể trưởng thành được ghi nhận vào tháng 3.